# ديثستروك
ديثستروك (بالإنجليزية: Deathstroke)‏ هو شخصية خيالية يظهر في القصص المصورة التي تنشرها دي سي كومكس. من ابتكار مارف وولفمان بالاشتراك مع جورج بيريز. وهو عبارة عن مرتزق ومنفذ اغتيالات. ظهر للمرة الأولى سنة 1980. قام موقع آي جي إن في المركز 32 في قائمة أعظم الأشرار في القصص المصورة. لديه ضغينة ضد السهم الأخضر. ظهرت الشخصية في أعمال مثل مراهقو التايتنز وفي مسلسل السهم على شبكة سي دبليو التلفزيونية حيث أدى دوره الممثل مانو بينيت.